# 撈丁

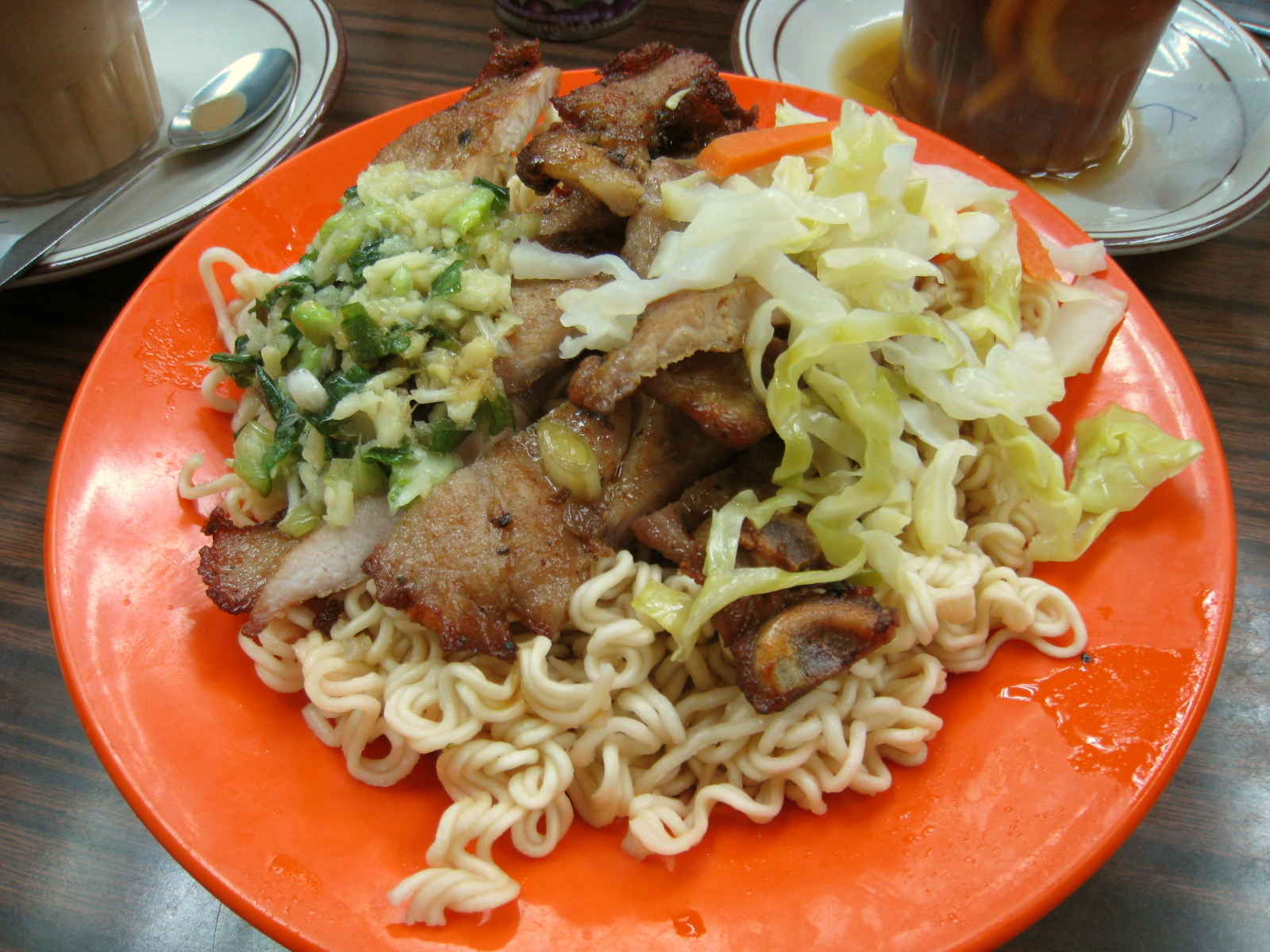
蔥油雞扒撈丁

撈丁，全稱撈出前一丁，是香港茶餐廳的一種特色食品，把煮軟後再瀝乾的出前一丁即食麵拌（撈）以湯粉及醬汁，再配以不同食品，如雞翼、五香肉丁和煎蛋，與炒丁一樣流行於香港茶餐廳，為蘭芳園首創。